# تیتل
تیتل (به صربی: Titel) یک شهرستان در صربستان است که در ناحیه باچکای جنوبی واقع شده‌است. تیتل ۷۹ متر بالاتر از سطح دریا واقع شده‌است.